# 正木秀尚
正木 秀尚（まさき ひでひさ、1964年1月7日 - ）は、日本の漫画家。高知県香美郡（現・香美市）土佐山田町出身。男性。

## 略歴
土佐高校にてまんが同好会設立。高知大学中退後、1985年「がんばれポストマン」（1985年小学館『少年サンデー増刊』）にてデビュー。

## 作品リスト
- MAD STONE（週刊少年サンデー）
- 真・仮面ライダー序章（週刊少年サンデー 1991年12月増刊号）
- プレイヤーは眠れない（ビッグコミックスピリッツ）
- 好色タイクツ男（コミックガイズ）
- ダブル・ケンジ（ヤングキング）
- 雨太（モーニング新マグナム増刊）
- ガンダルヴァ（上下巻、イブニング）
- ひきずり香之介狐落し 序の章（コミック刃）
- TOTEMS-トーテムズ-（月刊!スピリッツ）